# Jim Fox (pentatleta)
Jeremy Robert "Jim" Fox (Marlborough, 19 de setembro de 1941 – 28 de abril de 2023) foi um pentatleta britânico campeão olímpico.

## Carreira
Jim Fox é uma dos expoentes e desenvolver do pentatlo moderno no Reino Unido. Jim Fox representou seu país nos Jogos Olímpicos de 1964, 1968, 1972 e 1976, na qual conquistou a medalha de ouro, por equipes, em 1976. 

## Morte
Jim Fox morreu no dia 28 de abril de 2023, aos 81 anos.